# LISMO Channel
LISMO Channel（リスモ チャンネル）は、auブランドを展開するKDDIと沖縄セルラー電話の携帯電話のサービスである、EZチャンネルプラスで2006年9月から2012年5月まで配信されていた総合エンターテイメント番組。

## 概要
毎週自動配信され、ケータイドラマや、最新ミュージックビデオ、インタビューバラエティなど各曜日別にエンターテイメント情報を4〜5分の尺で配信している。

2010年10月より、旧LISMO Channelは音楽専門チャンネルの「LISMO Channel(Music)」に
旧au style チャンネルは、ドラマを加えて、総合エンターテンメントチャンネルの「LISMO Channel(Video)」にリニューアルされた。

しかしながら近年におけるスマートフォンの急速な普及に伴い、au携帯電話による当サービスの利用者が激減した理由などで2012年5月末日を以て当サービスは終了した。

## LISMO Channel(Music)

### 最新音楽情報番組「ビバビバ!オトモー♪」
音楽情報番組「オトドケ」からリニューアルされた番組。
J-POPの最新ミュージックビデオを中心に、auオリジナル音楽検索ランキング等の音楽情報を配信していた。
また、番組から着うたフル、着うた、ビデオクリップなどデジタルコンテンツがその場で購入可能だった。

#### 2012年4月時点でのMC
- 平野綾
- ジャングルポケット斉藤 慎二（バッハ君、ウオウオ君、池田秀雄）

#### 過去のコーナー
水曜 最新音楽情報番組「オトドケ」
J-POPの音楽情報を配信。「ビバビバ!オトモー♪」の前身。
土曜 アーティスト特集番組「おとログ」
毎週1組のアーティストにスポットを当て、PVと共にアーティストの歴史を振り返るアーティスト特集番組。
土曜 音楽バラエティ
森巣三姉妹（平野綾）が、毎月アーティストをゲストとして迎え「秘密」をテーマに展開するバラエティ番組。

#### 過去のMC
- 小森純
- 丸山周
- 山川牧
- 平野綾（森巣三姉妹役）
- 杉崎美香

#### ゲスト
2008年
- 木村カエラ（9月）
- mihimaru GT（10月）
- FUNKY MONKEY BABYS（11月）
- 青山テルマ（12月）

2009年
- GIRL NEXT DOOR（1月）
- チャットモンチー（2月）
- KREVA（3月）
- BREAKERZ（4月）
- スキマスイッチ（5月）
- 遊助（6月）
- 中川翔子（7月）
- Lil'B、モーニング娘。（8月）
- flumpoolスペシャル（9月）
- 水樹奈々（10月）
- BENI（11月）
- ベッキー♪♯（12月）

2010年
- jealkb（1月）
- 北乃きい（2月）
- 福田沙紀（3月）
- MiChi（4月）
- AKB48（5月）
- つるの剛士（6月）
- ノースリーブス（7月）
- 大島麻衣（8月）
- 平野綾（9月）
- 倖田來未（10月）
- BONNIE PINK（10月）

## LISMO Channel(Book)
最新作・話題作をはじめ、書籍情報や書籍の売り上げランキングを紹介。扱うジャンルは小説からコミック・実用書まで幅広く、紹介した書籍や、au携帯で再生可能な電子書籍を購入できるようになっていた。

### 主なコーナー
I Love Books Every Friday
著名人がブックセレクターとなってお勧めの書籍を紹介するコーナー

#### MC
- 杉本有美（2009年5月1日 - 2011年5月27日）
- 杉崎美香（2011年6月2日 - サービス終了時点）
杉本がMCを務めていた時期には、杉本を撮影したau携帯着信用の動画・画像を月替わりで公開。当サービスの利用者に、au携帯への無料ダウンロードを認めていた。

#### 過去の主なゲスト
- 小島慶子
- 安めぐみ
- 葉加瀬太郎
- 高田延彦
- 江川達也
- 平野綾

## LISMO Channel(Video)

### 過去のコーナー

#### 金曜 連続オリジナルドラマ
2009年4月から2012年6月まで配信されていたKDDI／ロボットが毎月提供のオリジナル連続ドラマ。
2010年10月から、旧 LISMO Channelより、LISMO Channel(Video)に移行。配信曜日も月曜から金曜に変更となる。

auケータイ向け配信は2012年4月17日をもってサービスを先行終了した。一方、スマートフォン向けは2012年5月15日より事実上の後継サービスとなる「ビデオパス」（月額590円・税込）のサービス開始に伴い2012年6月30日をもってサービスを終了した。
【過去配信】
|        | タイトル                                                                                                   | 主な出演 | 話数  | 配信開始日                                                |
| ------ | --- | --- | ----- | --------------------------------------------------------- |
| 第1弾  | ロス:タイム:ライフ 猫篇                                                                                    | 谷村美月 | 全4話 | 2009年4月13日-5月4日                                      |
| 第2弾  | ロス:タイム:ライフ ロックスター篇                                                                          | 武田真治 | 全5話 | 2009年5月11日-6月8日                                      |
| 第3弾  | いちごゼミナール                                                                                           | 菊地凛子、南明奈 | 全4話 | 2009年6月15日-7月6日                                      |
| 第4弾  | 土俵際のアリア                                                                                             | 栗山千明、森山未来 | 全4話 | 2009年7月13日-8月3日                                      |
| 第5弾  | キラー・ヴァージンロード プロローグドラマ                                                                  | 上野樹里 | 全5話 | 2009年8月10日-9月7日                                      |
| 第6弾  | 婚前特急 -ジンセイは17から-                                                                                | 吉高由里子 | 全4話 | 2009年9月7日-9月28日                                      |
| 第7弾  | いずみと僕と彼と俺                                                                                         | 伊藤淳史、優木まおみ | 全4話 | 2009年10月5日-10月26日                                    |
| 第8弾  | 恋ばな -スイカと絆創膏-                                                                                    | 仲里依紗 | 全9話 | 2009年11月2日-12月28日                                    |
| 第9弾  | 映画ゴールデンスランバー ビハインドストーリー 首相暗殺事件、その視聴者                                     | 柄本明、波岡一喜、さくら | 全5話 | 2009年12月21日-2010年1月25日                              |
| 第10弾 | Happy! School Days! ep1:卒業までにしたい3つのこと                                                          | 南沢奈央、水沢エレナ、濱田岳 | 全5話 | 2010年2月1日-3月1日                                       |
| 第11弾 | Happy! School Days! ep2:Hello Goodbye                                                                      | 南沢奈央、賀来賢人、足立梨花、市川知宏 | 全5話 | 2010年3月1日-3月29日                                      |
| 第12弾 | Still life                                                                                                 | 北乃きい、入江甚儀 | 全4話 | 2010年4月5日-4月26日                                      |
| 第13弾 | 就活戦線異状あり                                                                                           | 忽那汐里、大東俊介 | 全5話 | 2010年5月3日-5月31日                                      |
| 第14弾 | ロス:タイム:ライフ 親子篇                                                                                  | 加藤清史郎 | 全4話 | 2010年6月7日-6月28日                                      |
| 第15弾 | 言霊の女たち。                                                                                             | ノースリーブス（小嶋陽菜・高橋みなみ・峯岸みなみ）、 田中圭、鳥居みゆき、鈴木拓（ドランクドラゴン）、佐藤仁美                                          | 全4話 | 2010年7月5日-7月26日                                      |
| 第16弾 | Sweet 9 Flowords -愛しい9の花言葉- （映画『ラブコメ』プロローグドラマ）                                    | 香里奈、北乃きい、田中圭、渡部篤郎 | 全9話 | 2010年8月2日-9月27日                                      |
| 第17弾 | 日本人の知らない日本語リターンズ                                                                           | 仲里依紗、原田夏希、池田成志 | 全5話 | 2010年10月1日-10月29日                                    |
| 第18弾 | 恋色円舞                                                                                                   | 志田未来、川口春奈 | 全4話 | 2010年11月5日-11月26日                                    |
| 第19弾 | 映画『ジーン・ワルツ』ANOTHER STORY 空にいちばん近い幸せ                                                   | 矢田亜希子、安田顕、小林星蘭 | 全5話 | 2010年12月3日-12月31日                                    |
| 第20弾 | 婚前特急 -ジンセイはやっぱ21から-                                                                          | 吉高由里子、高岡蒼甫、奥田恵梨華、中尾明慶、林剛史、柳英里紗                                                                                           | 全4話 | 2011年1月7日-1月28日                                      |
| 第21弾 | HENCHMEN -ヘンチメン-                                                                                      | 桐谷美玲、森下悠里、杉本有美、石田太郎 | 全4話 | 2011年2月4日-2月25日                                      |
| 第22弾 | 高校デビュー 〜デビュー直前集中講座〜 （映画『高校デビュー』スピンオフドラマ）                             | 溝端淳平、大野いと、菅田将暉、逢沢りな、古川雄輝、宮澤佐江（AKB48）                                                                                    | 全5話 | 2011年2月17日（第1話：先行無料配信） 2011年3月4日-3月25日 |
| 第23弾 | 阪急電車 -片道15分の奇跡- 征史とユキの物語 （映画『阪急電車 -片道15分の奇跡-』スピンオフドラマ）           | 永井大、白石美帆 | 全5話 | 2011年4月1日-4月29日                                      |
| 第24弾 | Paradise Kiss アフタースクール （映画『Paradise Kiss』スピンオフドラマ）                                   | 向井理、五十嵐隼士、大政絢、賀来賢人 | 全4話 | 2011年5月6日-5月27日                                      |
| 第25弾 | 続・言霊の女たち。                                                                                         | ノースリーブス（小嶋陽菜・高橋みなみ・峯岸みなみ） 鳥居みゆき、スピードワゴン（井戸田潤、小沢一敬）、江口のりこ、木下ほうか せんだみつお、おかもとまり | 全4話 | 2011年6月3日-6月24日                                      |
| 第26弾 | くるみ洋品店                                                                                               | 篠田麻里子（AKB48）、竜星涼、美保純、屋根真樹 | 全5話 | 2011年7月1日-7月29日                                      |
| 第27弾 | 八月のラヴソング                                                                                           | 酒井美紀、パク・ジョンミン、土屋裕一、朝倉あき、村杉蝉之介                                                                                             | 全4話 | 2011年8月5日-8月26日                                      |
| 第28弾 | 婚前特急 -結婚までのあと117日-                                                                             | 吉高由里子、宇野祥平、剛力彩芽、山本梓、浜野謙太 | 全5話 | 2011年9月2日-9月30日                                      |
| 第29弾 | スピンオフドラマ「スマグラー おまえの役はどれ?」 （映画『スマグラー おまえの未来を運べ』スピンオフドラマ） | 妻夫木聡、永瀬正敏、我修院達也、テイ龍進、内田朝陽 | 全4話 | 2011年10月7日-10月28日                                    |
| 第30弾 | REPLAY & DESTROY                                                                                           | 山田孝之、林遣都、阿部進之介、小林涼子、大和田伸也、吹越満                                                                                             | 全4話 | 2011年11月4日-11月25日                                    |
| 第31弾 | POV 〜志田未来のそれだけは見ラいで!〜                                                                      | 志田未来、河本準一（次長課長） | 全5話 | 2011年12月2日-12月30日                                    |
| 第32弾 | 桜蘭高校ホスト部 〜ハルヒのハッピーバースデー大作戦〜                                                      | 川口春奈、山本裕典 竜星涼、中村昌也、千葉雄大、高木心平、高木万平 清野菜名、nicola、大東駿介                                                           | 全4話 | 2012年1月6日-1月27日                                      |
| 第32弾 | 恋する私のベーカリー                                                                                       | 市川由衣 古屋敬多(Lead) 橋本汰斗(D-BOYS)、佐藤永典、上遠野太洸、村上東奈、とっきー、橋本淳 おやじダンサーズ、加藤和樹、パパイヤ鈴木                    | 全4話 | 2012年2月3日-2月24日                                      |

### 過去のコーナー

#### 月曜 映像情報バラエティ
映画やオリジナルドラマ等の情報をMC篠田麻里子と映画の神様の掛け合いで進行する、映像情報バラエティ。